# Pseudomorpha cronkhitei
Pseudomorpha cronkhitei är en skalbaggsart som beskrevs av Horn. Pseudomorpha cronkhitei ingår i släktet Pseudomorpha och familjen jordlöpare. Inga underarter finns listade i Catalogue of Life.